# Soldeertin

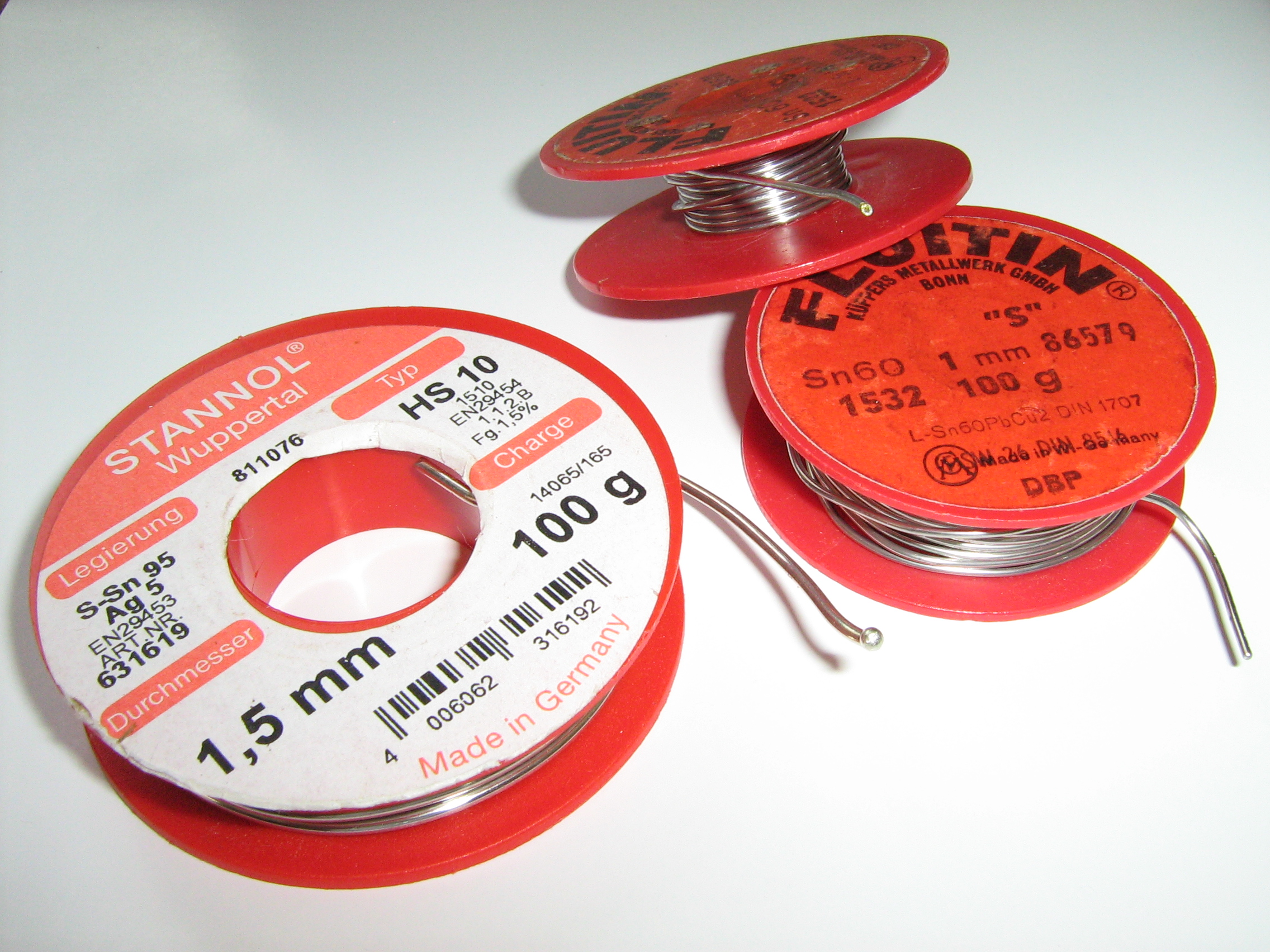
Loodvrij en loodhoudend soldeertin voor gebruik in de elektronica

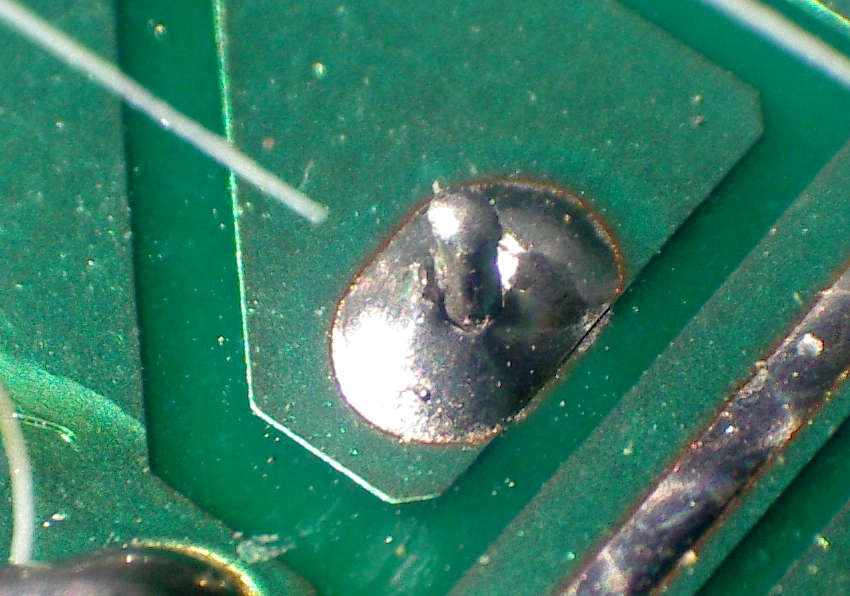
Een zogenaamde 'koude las'.

Soldeertin, of tinsoldeer, kortweg soldeer, is een legering van metalen die speciaal geschikt is om mee te solderen. Zo'n legering die bij voorkeur één smeltpunt moet hebben en geen smelttraject, wordt een eutecticum genoemd.
Er bestaan verschillende soorten soldeertin, maar het hoofdbestanddeel is doorgaans tin. In het verleden zat daar altijd lood bij, maar lood en loodverbindingen zijn giftig. Daarom is sinds 1995 loodhoudend soldeertin voor waterleidingen in Nederland verboden. Vanaf 2006 is binnen de EU ook het professionele gebruik van loodhoudend soldeertin in elektronica niet meer toegestaan, krachtens de RoHS-richtlijn. Het is nog wel toegestaan om gasleidingen te solderen met loodhoudend soldeer.
De smelttemperatuur of het smelttraject van loodhoudend soldeertin is lager dan van loodvrij soldeertin. Loodhoudend soldeertin in de verhouding 50Sn/50Pb smelt bij 220°C, en in verhouding 60Sn/40Pb is het smeltpunt zelfs rond de 185°C. Loodvrij soldeertin is vaak een legering van tin, koper en zilver, met een smelttemperatuur van ongeveer 220°C.
In de elektronica en de elektrotechniek gaat het erom dat er een elektrische verbinding wordt gemaakt. De stevigheid moet voldoende zijn, maar is minder belangrijk dan de elektrische eigenschappen ervan. Primair is de elektrische verbinding, de mechanische aspecten moeten anders opgevangen worden.
Soldeertin dat toegepast wordt in de elektronica, bevat in het algemeen een kern van de natuurhars colofonium, of een kunstharsvervanger hiervoor, waardoor het vloeien van het soldeertin over de soldeerverbinding gemakkelijker verloopt. Als het uitvloeien van het tin niet goed gaat, kan dat voor een slechte verbinding zorgen en dus verborgen gebreken in elektronische schakelingen introduceren, een zogenaamde 'koude las'. 
De standaardtemperatuur voor een soldeerbout is bij het gebruik van loodvrij soldeertin ongeveer 350 °C voor elektronische verbindingen en  400 °C voor overige toepassingen.